# Церковь Сретения Господня в Новой Деревне
Церковь Сретения Господня в Новой Деревне (Сретенская церковь) — православная церковь конца XIX века в посёлке Новая Деревня (ныне микрорайон города Пушкино) Московской области. В окрестностях Сретенской церкви расположено Ново-Деревенское кладбище.

## Архитектура
Деревянная одноглавая церковь 1890-х годов с небольшой трапезной и звонницей.

## История
В 1875 году в Пушкине по благословению святителя Иннокентия Московского была построена Свято-Духовская церковь. Чтобы сохранить её от строящегося канала, церковь была перенесена в 1922 году в соседний посёлок Новая Деревня и переосвящена в Сретенскую. На новом месте церковь частично перестроена. В 1930-е годы местные власти пытались разобрать её на дрова, но жители Новой Деревни «пошли по дворам», собрали нужные средства и отстояли церковь. В годы советской власти не закрывалась. В 1981 году был устроен приставной Свято-Духовский престол.
В 1970—1980-е годы в Сретенской церкви служил проповедник и богослов протоиерей Александр Мень, в 1989—1990 годах был её настоятелем. Его могила находится при церкви.
В 1993 году были позолочены кресты и звезды на куполе.
Рядом со Сретенской церковью 9 сентября 1992 года был заложен храм во имя святого благоверного князя Александра Невского. В 1995 году в нём разместились храм с крестильней, воскресная школа, иконописная мастерская, библиотека, трапезная, зал для проведения приходских встреч. 20 ноября 2001 года митрополит Ювеналий (Поярков) освятил храм.

## Галерея
- Звонница Сретенской церкви.
- Икона на фасаде.
- Могила протоиерея Александра Меня (1935-1990).
- Храм Александра Невского у Сретенской церкви.
- Храм Александра Невского

## В литературе
В 1970-х годах Александр Галич посетил службу отца Александра в Сретенском храме. Под впечатлением от посещения он написал своё известное стихотворение «Когда я вернусь…»
Когда я вернусь, я войду в тот единственный дом,

где с куполом синим не властно соперничать небо.

И ладана запах как запах приютского хлеба

Ударит в меня и заплещется в сердце моем.

Когда я вернусь…